# Бичилов, Рамазан Рахманович
Тимур Бичи́лов (осет. Бичилти Рахмани фурт Рамазан; 9 марта 1949, с. Чикола, Ирафский район, Северо-Осетинская АССР — 2009) — заслуженный тренер РСФСР по вольной борьбе (1990), мастер спорта СССР.

## Биография
Родился 8 марта 1949 года в селении Чикола Ирафского района Северо-Осетинской АССР. В 1963 году стал занимать вольной борьбой. С 1974 года занялся тренерской деятельностью.
Среди его учеников двукратный Олимпийский чемпион, шестикратный чемпион мира и четырёхкратный чемпион Европы — Арсен Фадзаев, которого он тренировал с 1975 года по 1979 год, заслуженный тренер России по вольной борьбе — Ахсарбек Макоев, чемпион Европы среди юниоров и трёхкратный призёр чемпионатов России — Мирон Дзадзаев.
Работал тренером в детско-юношеской спортивной школе селения Чикола.
Умер в 2009 году.